# Julio César Jiménez
Julio César Jiménez Tejito (Artigas, 27 d'agost de 1954) és un exfutbolista uruguaià de la dècada de 1970.

## Trajectòria
Fou internacional amb l'Uruguai, disputant amb la selecció el Mundial de 1974. Pel que fa a clubs, destacà al CA Peñarol, on visqué els seus millors anys. També jugà a clubs com Vélez Sarsfield o Ferro Carril Oeste. La temporada 1983-84 jugà al Barcelona Atlètic, on arribà de la mà de César Luis Menotti.